# 禅師峰寺
禅師峰寺（ぜんじぶじ）は、高知県南国市にある真言宗豊山派の寺院。八葉山（はちようざん）、求聞持院（ぐもんじいん）と号す。本尊は十一面観世音菩薩。四国八十八箇所第三十二番札所。
- 本尊真言：おん まか きゃろにきゃ そわか
- ご詠歌：静かなるわがみなもとの禅師峰寺　浮かぶ心は法（のり）の早船（はやぶね）

## 歴史
寺伝によれば、聖武天皇の勅命を受けた行基が海上安全を祈願して堂宇を建立したのを起源とし、空海（弘法大師）はここを霊地と感得し虚空蔵求聞持法の護摩を修法、十一面観世音菩薩を刻んで本尊として祀り、山の姿が補陀落山の八葉の蓮台に似ていることから八葉山、求聞持法を修したことから求聞持院禅師峰寺と寺名を定めたという。
本尊は「船魂（ふなだま）の観音」と呼ばれ、古くから漁師たちの信仰を集め、また、土佐藩主山内一豊以来、歴代藩主の信仰を受けており、参勤交代で浦戸湾を出航する際には航海の無事を祈願したという。

## 境内

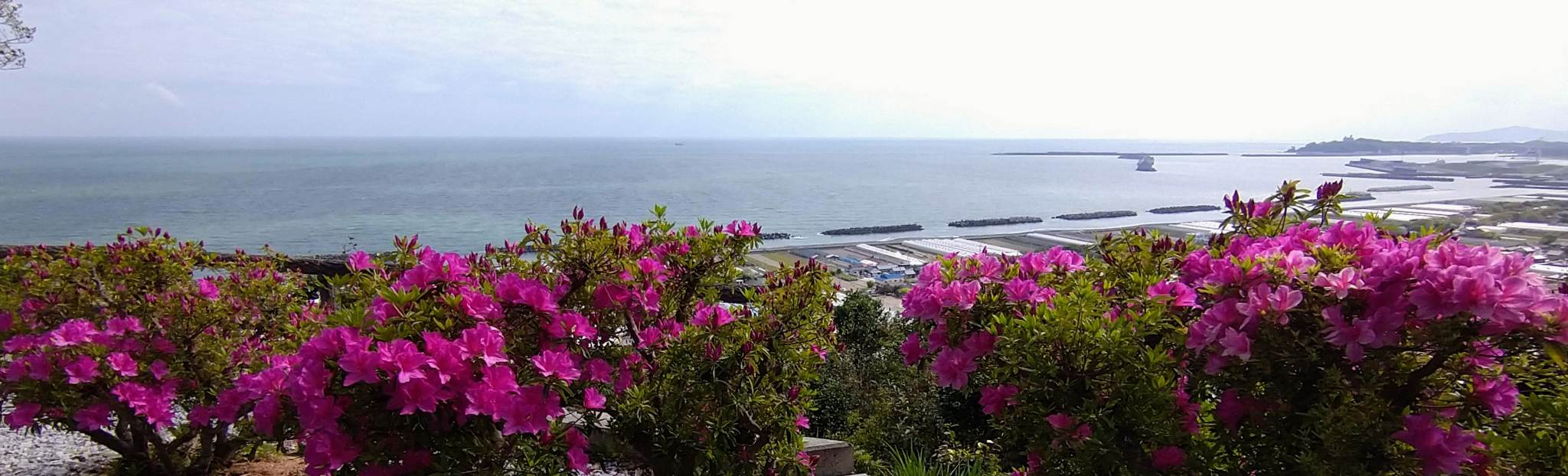
境内から太平洋

- 山門（仁王門）：国の重要文化財の金剛力士像（鎌倉時代、仏師定明の作）は収蔵庫に移されている。
- 本堂
- 大師堂：大師像を拝顔できる。
- 鐘楼
- 地蔵堂
- 阿弥陀堂
- 潮の干満水が溜まる岩：岩の上の窪みに水が溜まっていて潮の干満により水が増減する。
- 不動明王像（峰寺不動明王）
- 宝物館
- 句碑・歌碑：芭蕉「木枯らしに岩吹きとがる杉間かな」が本堂前の岩山の中に、玉照「曇り無き心の空に照る月は いく世経るとも光り輝やく」と晴海「思い出を枝にのこしてはらはらと 落つる木の葉よ秋をうらむな」が仁王門の右の池の前にある。

麓から山道を登っていくと右に庫裏・納経所への分岐を過ぎると手水場があり山門に至る。山門脇には不動明王像が立つ。さらに石段を上ると右手に鐘楼があり正面奥に本堂が建つ。本堂左手に大師堂があり、その左には地蔵堂、阿弥陀堂がある。山上からは土佐湾が一望できる。
- 宿坊：なし
- 駐車場：30台、大型5台。無料。

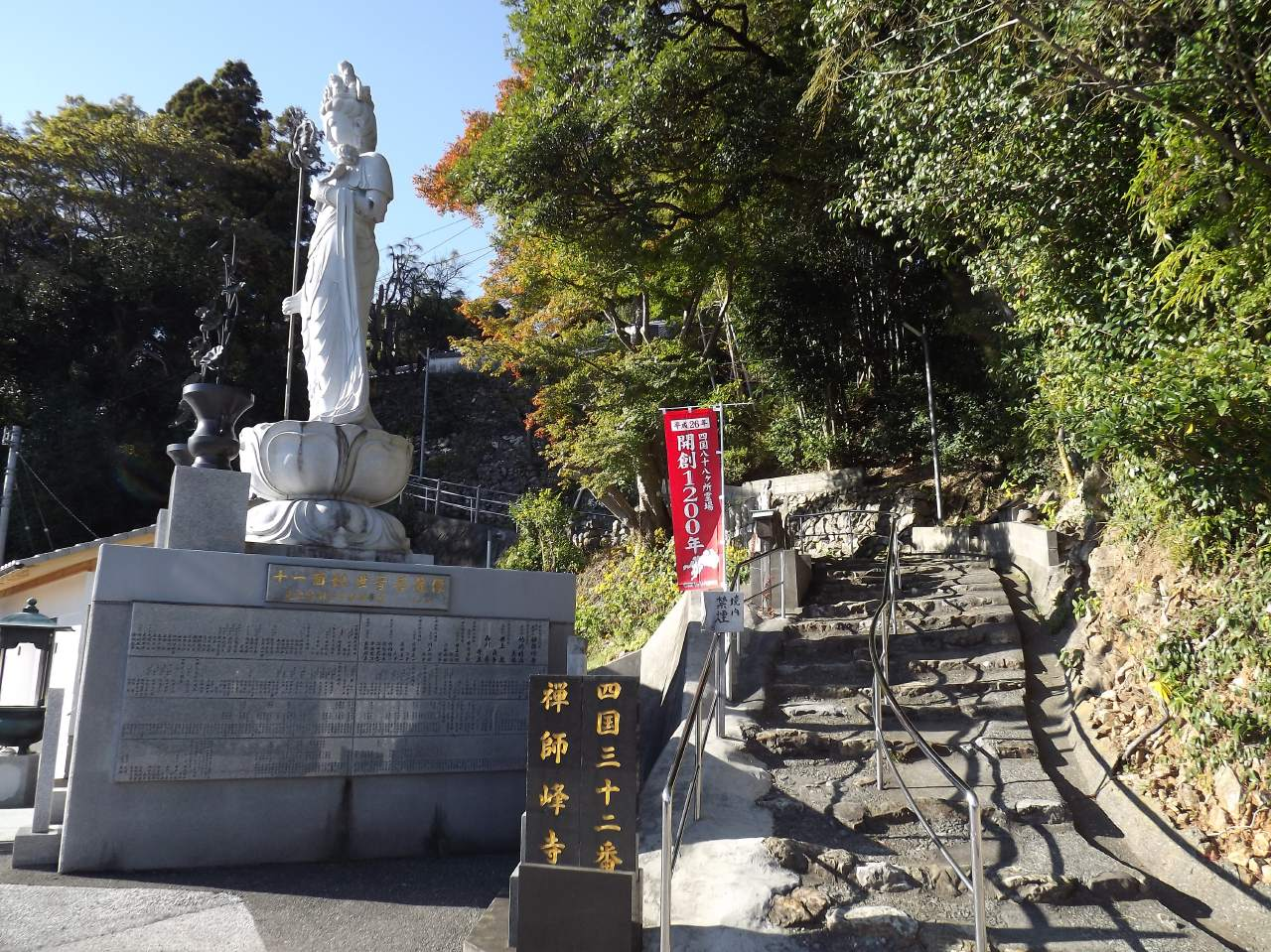
駐車場には大きな観音が出迎える
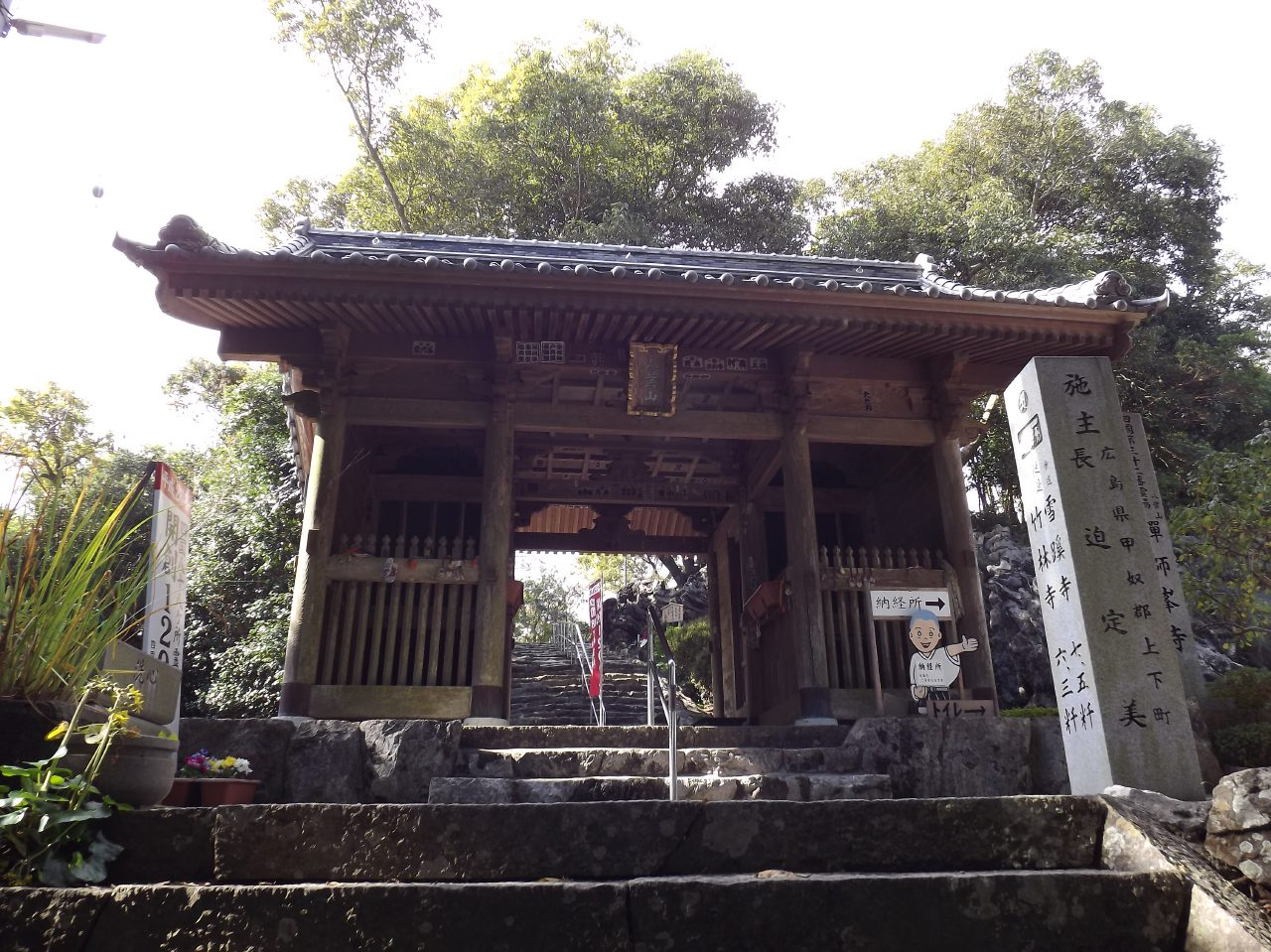
山門
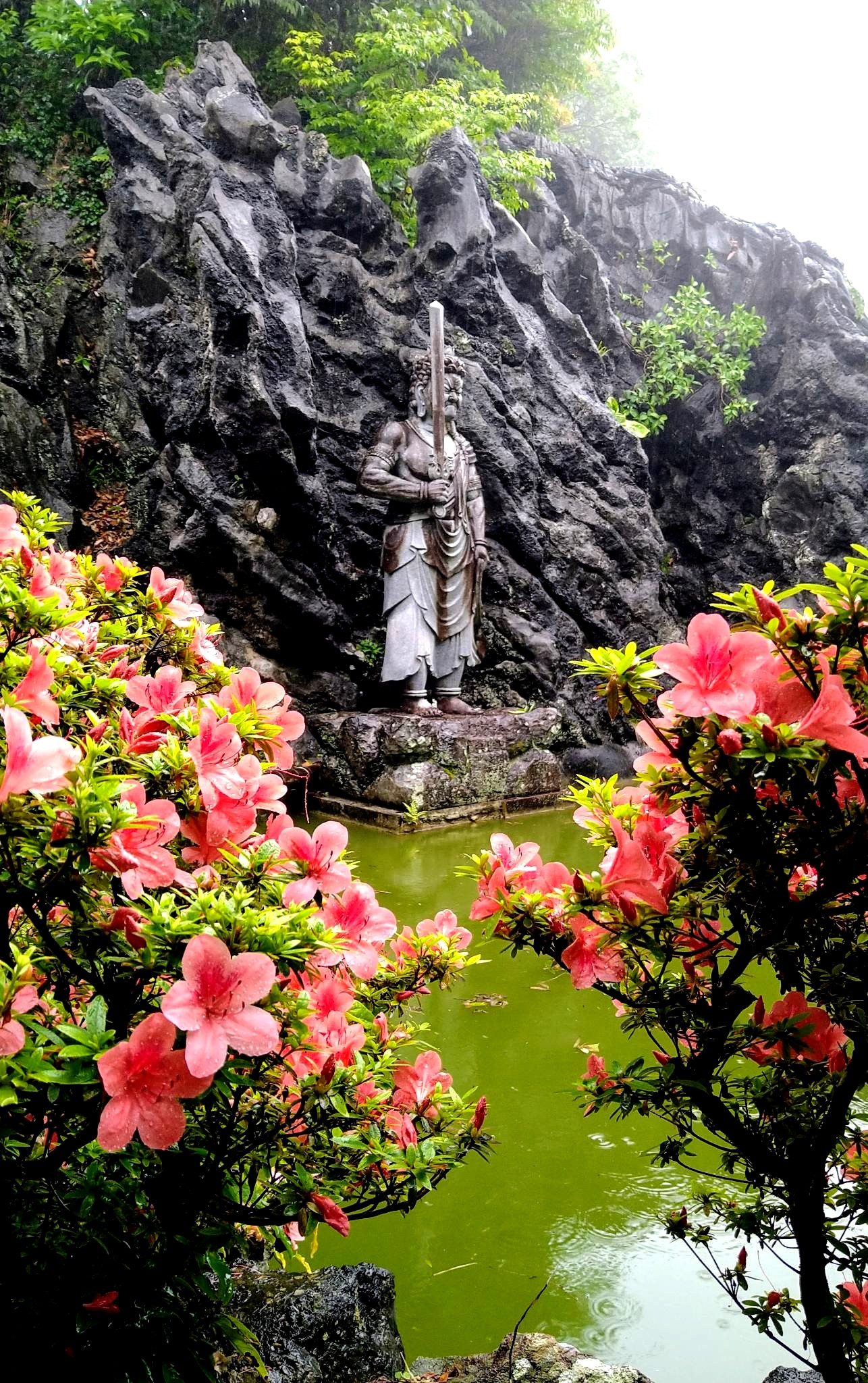
峰寺不動明王
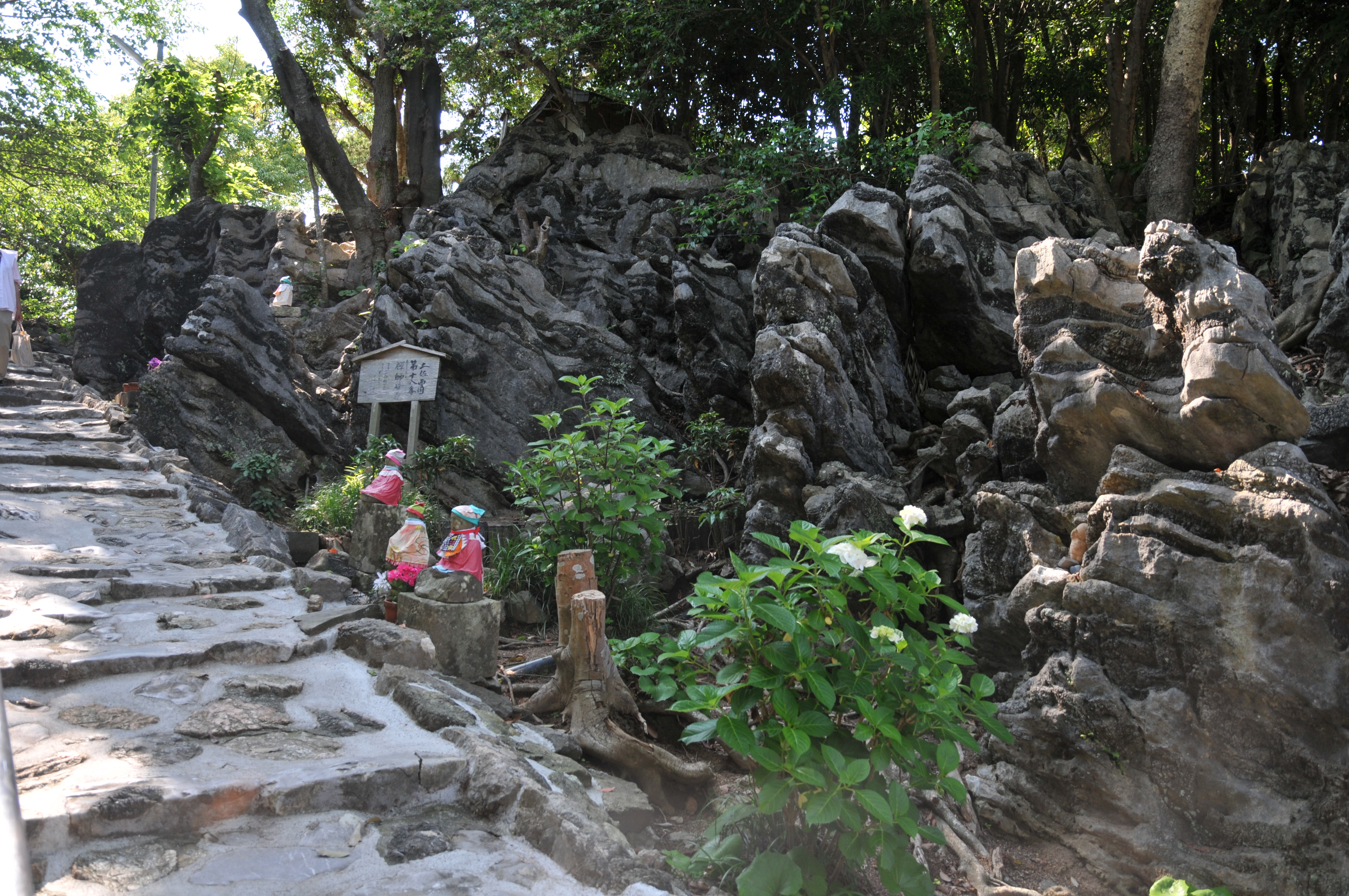
参道脇の岩
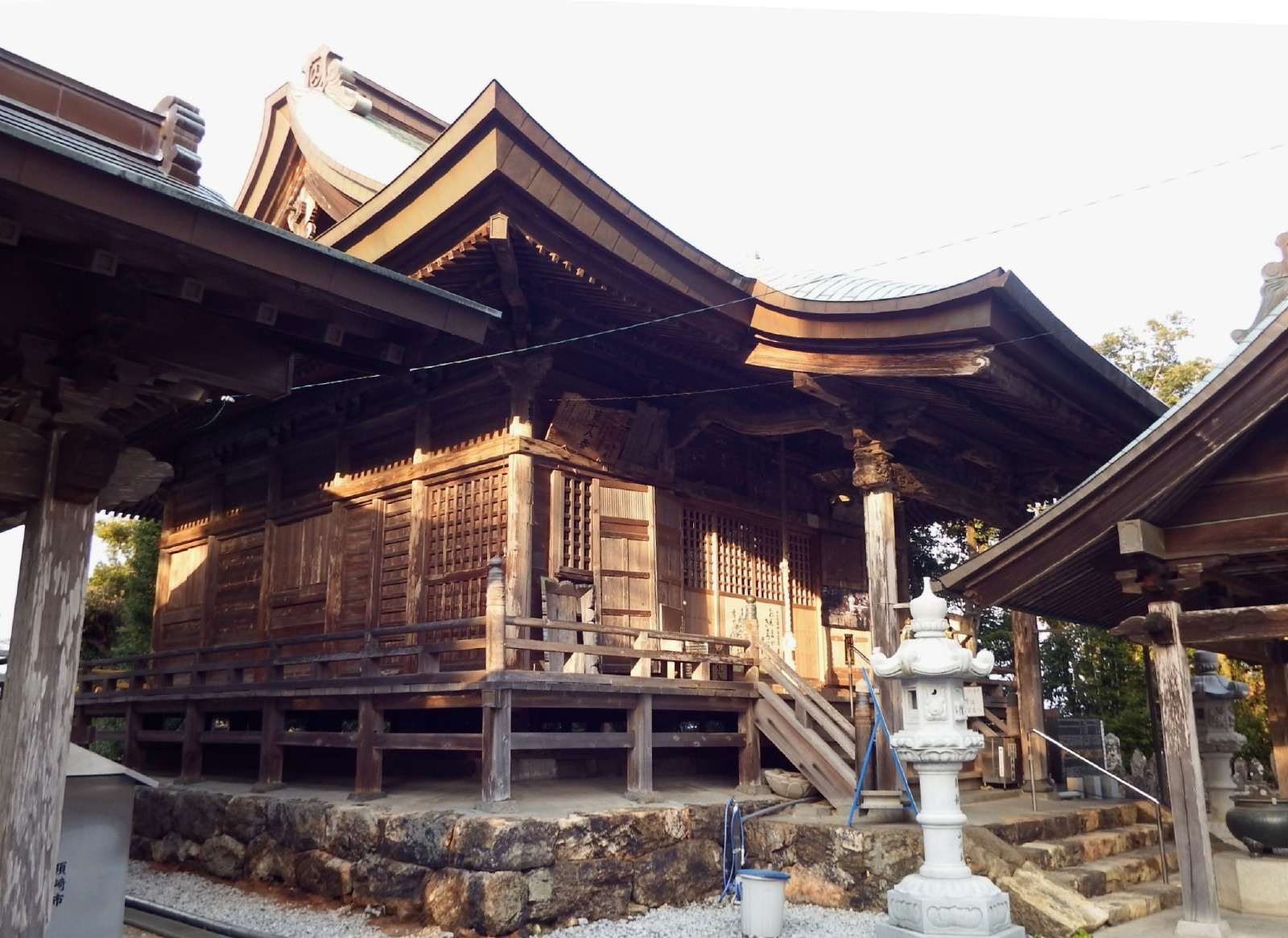
本堂
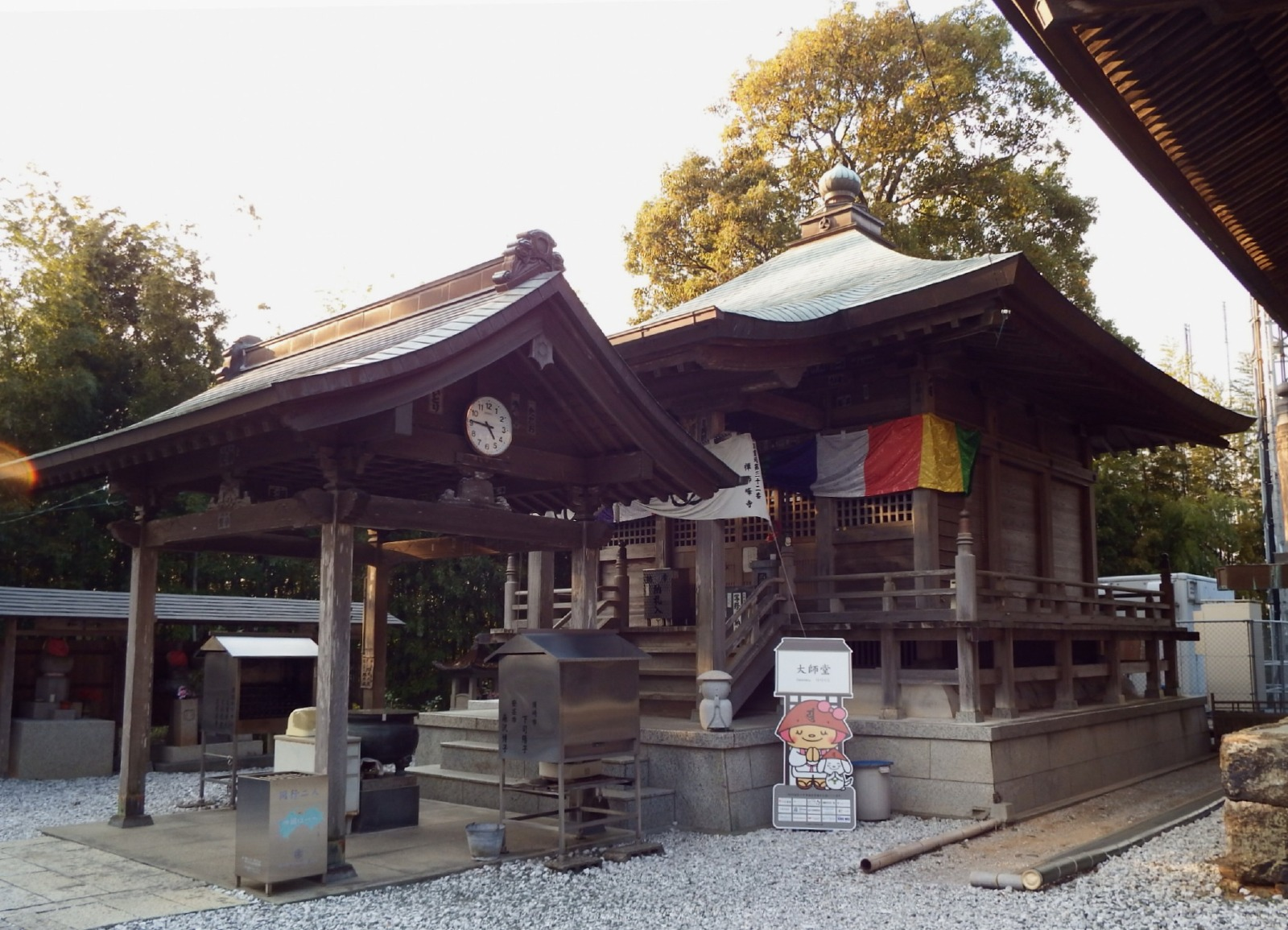
大師堂
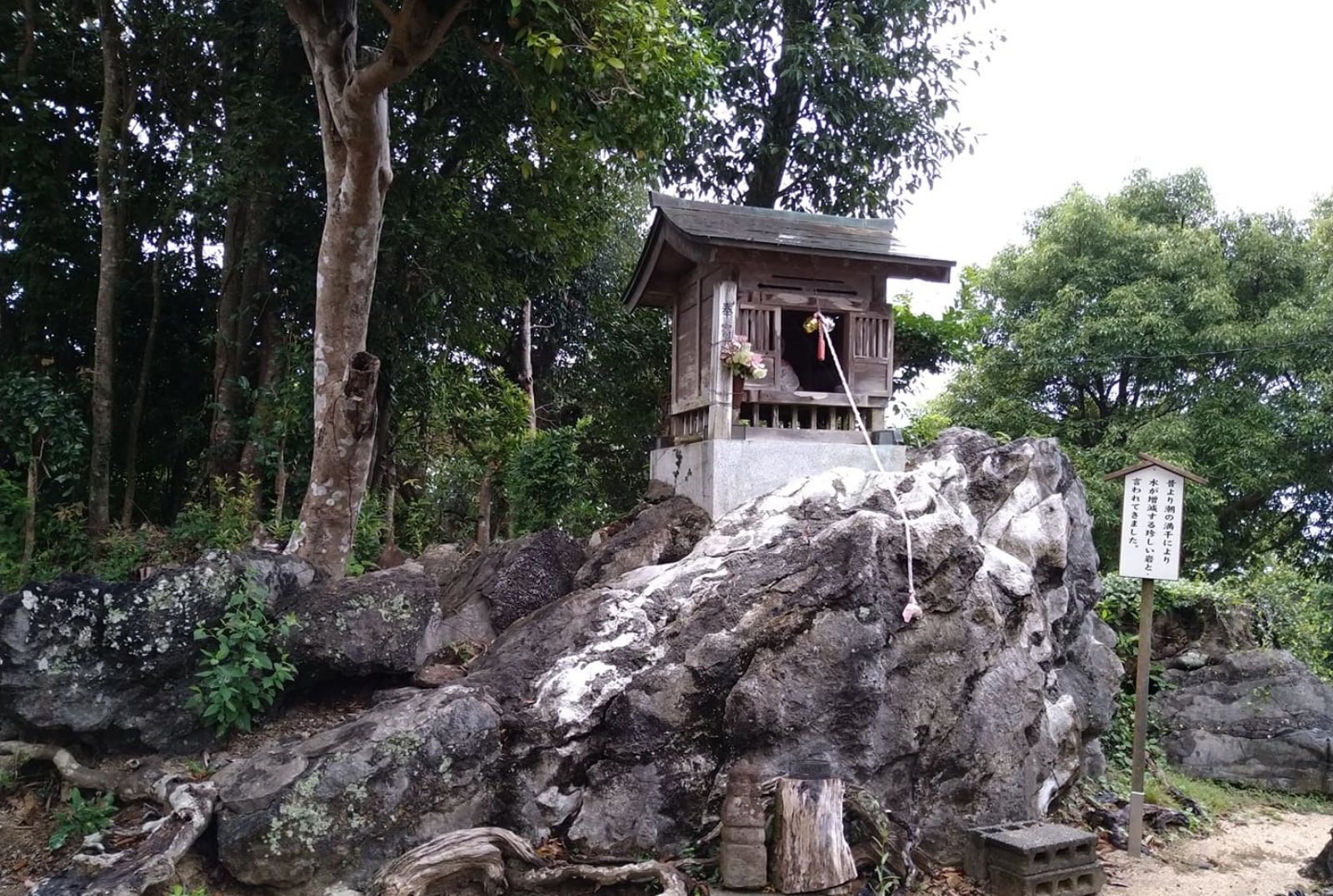
干満岩
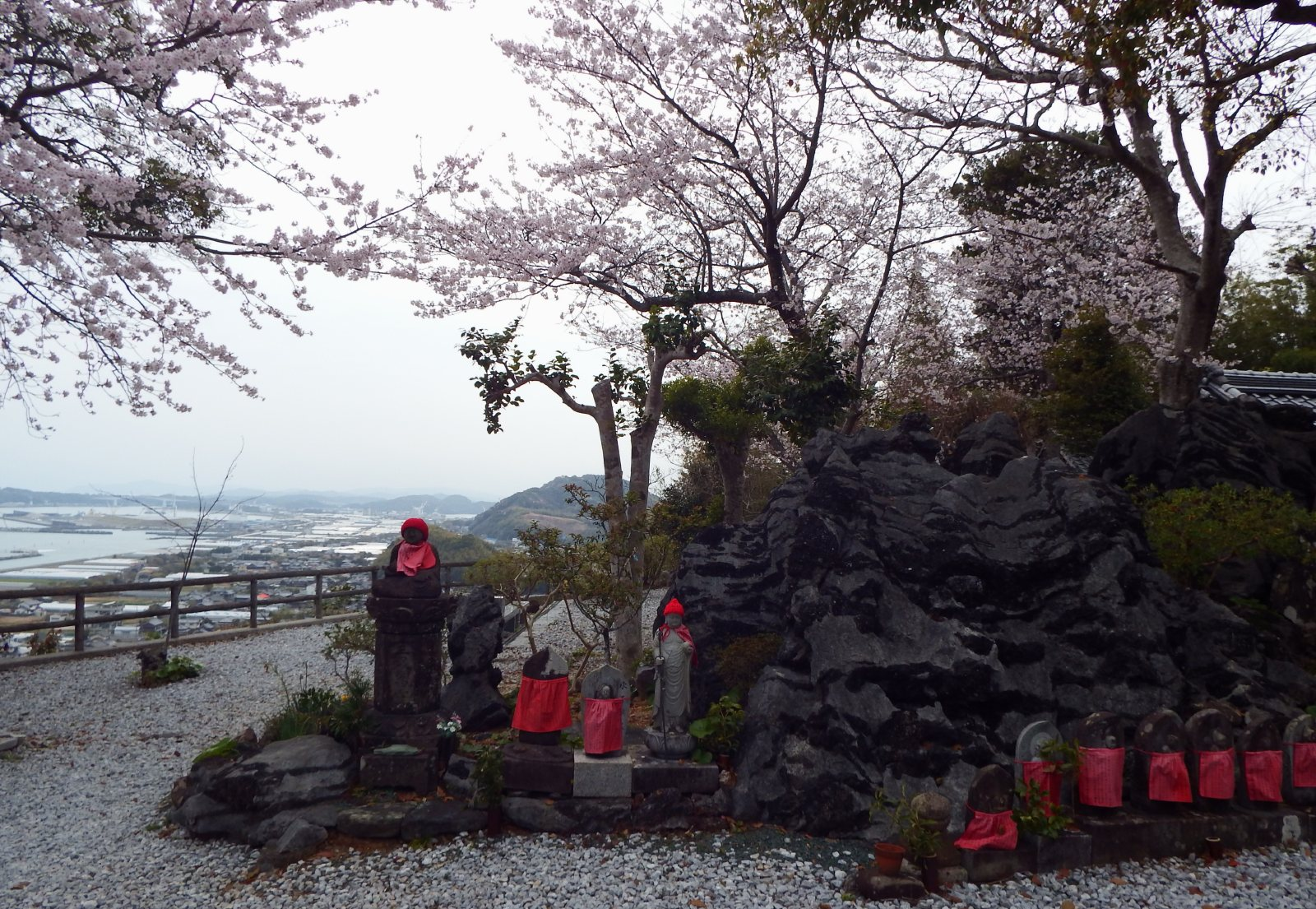
境内からの眺望

## 文化財
重要文化財
- 木造金剛力士立像 2躯 ：木造、古色、玉眼、阿形142.5cm・吽形145.0cm、吽形像内に正応4年（1291年）定明作の銘がある。明治44年4月17日指定[1][2]

県指定保護有形文化財
- 梵鐘 ：鋳銅、総高81cm、口径57cm徳治3年（1308年）在銘、昭和59年3月16日指定[3]

## 寺号

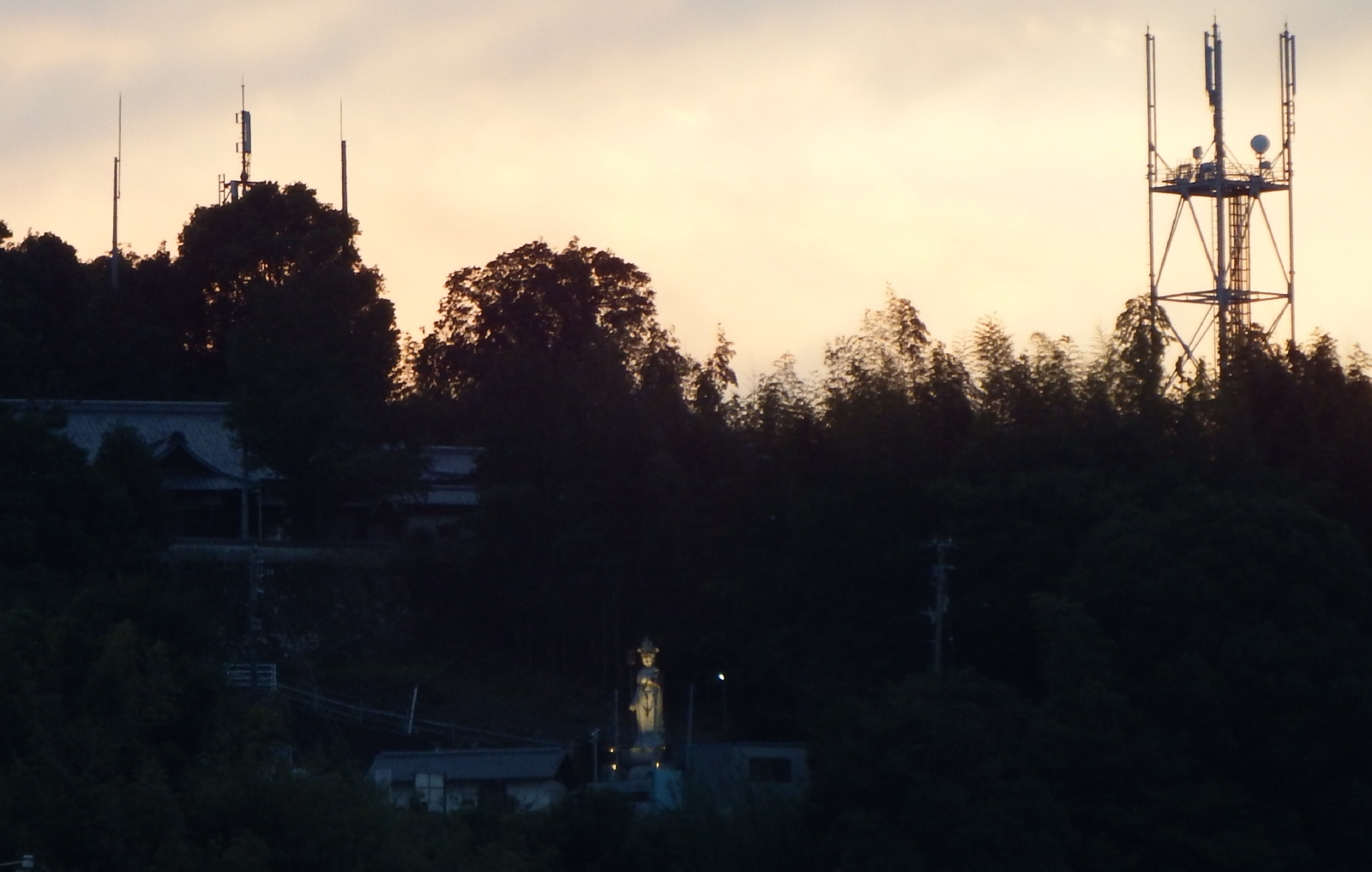
当山の東側より

地元では、峰寺（みねんじ、みねじ）と呼ばれることが多く、人によっては禅師峰寺という名称が通じない場合もある。以前は峰寺の道路標示もあったが現在は峰寺トンネルの表示があるのみで禅師峰寺の表示になっている。当山（標高82.9m）の下を通過する県道14号の峰寺トンネルの東側からはライトアップされた大きな石像が臨める。

## 交通案内
鉄道
- とさでん交通後免線 - 鹿児停留場 (6.1 km)

バス
- 南国市コミュニティバス 「峰寺通」下車 (0.8 km)、とさでん交通前浜パークタウン線「緑ヶ丘三丁目」下車(1.9km)

道路
- 一般道：高知県道14号春野赤岡線 石土神社 (1.1 km)

## 奥の院

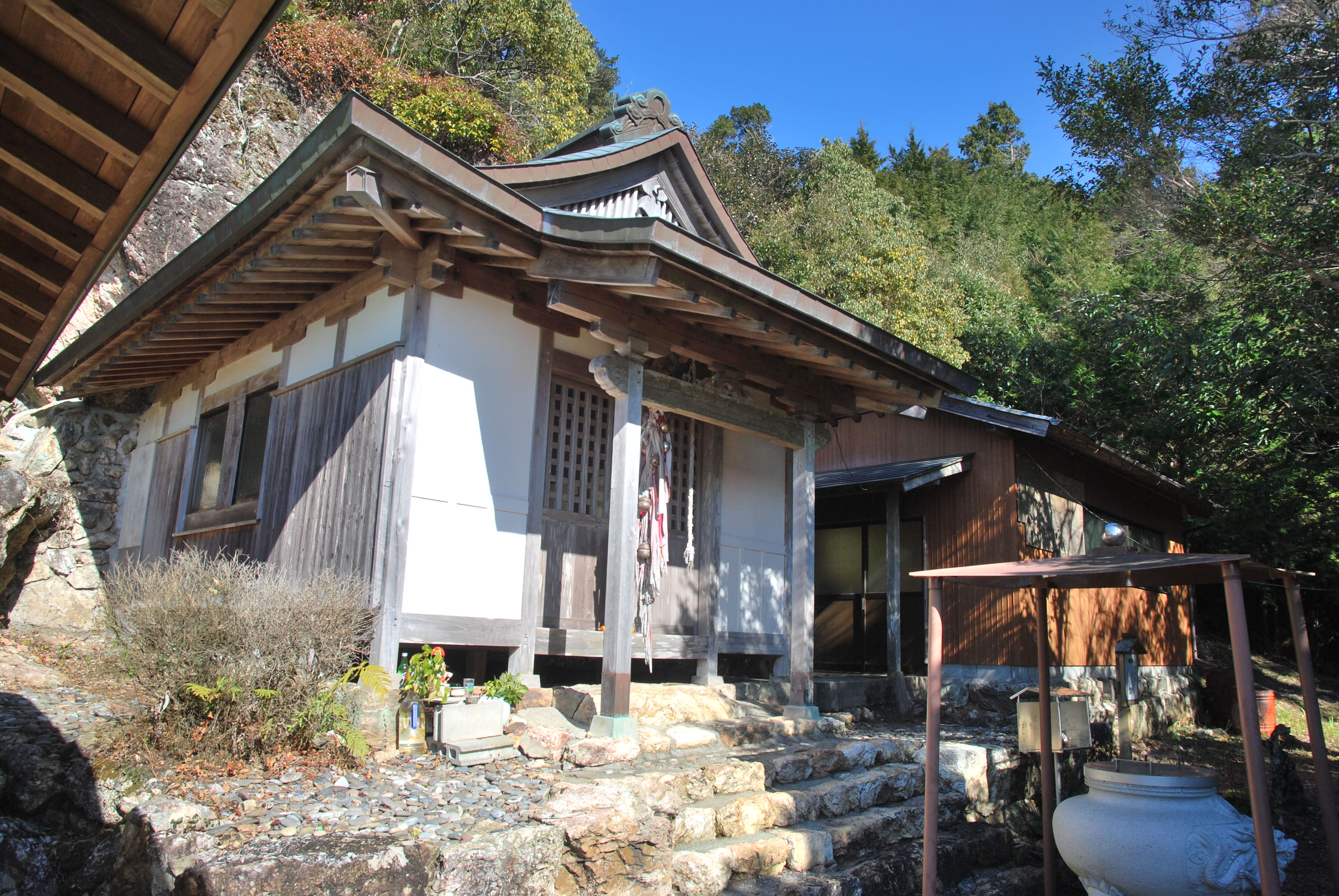
岩屋寺観音堂
新四国曼荼羅霊場五十九番札所 薬師寺をさらに登ったところにある。納経は薬師寺本堂にて。
- - 本尊：十一面観世音菩薩
  - 所在地：高知県高知市介良丙 （岩屋寺観音堂）

## 前後の札所
四国八十八箇所
31 竹林寺 --(5.7 km)-- 32  禅師峰寺 --（7.5 km：渡船経由）-- 33 雪蹊寺